# Попов, Константин Степанович (военный)
Константин Степанович Попов (14 августа 1894, с. Хохольское, Воронежская губерния, Российская империя — 25 апреля 1976,  СССР) — советский военачальник, полковник (1942).

## Биография
Родился 14 августа 1894 года в селе Хохольское, ныне в Хохольском районе Воронежской области. Русский.

#### Первая мировая война и революция
В январе 1915 года был призван на военную службу, после окончании учебной команды направлен в действующую армию. В период Февральской и Октябрьской революций 1917 года находился на Румынском фронте в составе 241-го пехотного Седлецкого полка 61-й пехотной дивизии. В этом полку занимал выборные должности, был членом полкового комитета. После роспуска полка в декабре 1917 года убыл на родину в чине фельдфебеля. Работал в Хохольском военкомате инструктором всеобуча.

#### Гражданская война
23 августа 1918 года добровольно вступил в РККА и был назначен командиром взвода в Московскую комендантскую команду. С июня 1919 года служил помощником командира роты в 36-м стрелковом полку 12-й стрелковой дивизии Юго-Западного фронта, с октября — комендантом штаба отдельной ударной образцовой бригады в городе Козлов. Участвовал в боях с войсками генерала А. И. Деникина, был ранен. С марта 1920 года занимал должность начальника отряда особого назначения по борьбе с контрреволюцией на Кубани. С августа 1920 года по январь 1922 года находился на учебе на 11-х Краснодарских командных курсах.

#### Межвоенные годы
С августа 1922 года проходил службу командиром взвода и врид командира роты в 64-м стрелковом полку 22-й Краснодарской стрелковой дивизии СКВО в городе Армавир. В августе 1924 года командирован на учебу в 17-ю Владикавказскую пехотную школу, затем вновь служил в 64-м стрелковом полку в прежней должности. В августе 1926 года переведен командиром взвода в 220-й стрелковый полк 74-й Таманской территориальной стрелковой дивизии. С декабря 1929 года исполнял должность инструктора всевобуча при Миллеровском районном, затем в Шахтинском участковом военкоматах. Член ВКП(б) с 1931 года. В январе 1932 года был направлен на Дальний Восток в 5-й стрелковый полк 2-й стрелковой дивизии Дальневосточного края, где служил командиром пулеметной роты и помощником начальника штаба полка. С июня 1936 года командовал ротой боевого обеспечения в 196-м стрелковом полку 55-й стрелковой дивизии ОКДВА. В июне 1938 года назначен помощником командира по материальному обеспечению отдельного зенитного дивизиона этой же дивизии, входившей в состав 1-й Отдельной Краснознаменной армии. С декабря вновь проходил службу в 196-м стрелковом полку в должности заместителя командира по материальному обеспечению. В ноябре 1939 года переведен заместителем командира по материальному обеспечению 42-го запасного стрелкового полка. С марта 1940 года служил в ПриВО на должности помощника командира по строевой части 72-го запасного стрелкового полка. С октября — в той же должности в 240-м стрелковом полку 117-й стрелковой дивизии.

#### Великая Отечественная война
25 июня 1941 года был допущен к командованию 57-м запасным стрелковым полком 19-й стрелковой бригады. С сентября — командир отдельного батальона в 54-й отдельной курсантской стрелковой бригаде, формировавшейся в этом же округе. В декабре бригада направлена на Западный фронт, где участвовала в битве под Москвой. С конца декабря она вела боевые действия в составе 3-й ударной армии на Северо-Западном, затем Калининском фронтах. Участвовала в Торопецко-Холмской наступательной операции. В марте 1942 года подполковник  Попов назначен заместителем командира 470-го стрелкового полка 194-й стрелковой дивизии, с апреля командовал 616-м стрелковым полком этой дивизии. Части дивизии в составе 49-й армии участвовали в Ржевско-Вяземской наступательной операции. С 28 апреля по 15 октября они занимали оборону по реке Угра в районе города Юхнов. 
С октября 1942 года по июль 1943 года  Попов проходил обучение в Высшей военной академии им. К. Е. Ворошилова, по окончании ускоренного курса которой был направлен заместителем командира 16-й гвардейской стрелковой дивизии, затем с 9 октября 1943 года был заместителем командира 85-й гвардейской стрелковой дивизии, входившей в состав 10-й гвардейской армии Западного фронта. С 25 декабря дивизия вела боевые действия в составе 2-го Прибалтийского фронта.  
С 22 августа 1944 года полковник  Попов вступил в командование 192-й стрелковой Оршанской Краснознаменной дивизией, находившейся в это время в резерве 3-го Белорусского фронта. Со 2 сентября она была подчинена 39-й армии и заняла оборону в районе населенных пунктов Рабши и Калнуи. С 6 октября она принимала участие в Прибалтийской, Мемельской и Гумбинненской наступательных операциях. В ходе последней полковник  Попов был тяжело ранен и эвакуирован в Москву.  
После выздоровления в январе 1945 года назначен командиром 130-й стрелковой Таганрогской ордена Ленина Краснознаменной ордена Суворова дивизии. Ее части в это время в составе 128-го стрелкового корпуса 28-й армии 3-го Белорусского фронта участвовали в Инстербургско-Кенигсбергской наступательной операции, вели бои на подступах к городу Гердауден. 2 февраля они форсировали реку Алле и до конца марта вели упорные бои по уничтожению восточно-прусской группировки противника. В начале апреля дивизия в составе армии была выведена в резерв Ставки ВГК. В ходе Берлинской наступательной операции ее части в составе 1-го Украинского фронта вели бои по разгрому группировки немцев юго-восточнее Берлина, затем выступили маршем в район Закупи (Чехословакия), где и закончили войну.
За время  войны комдив Попов был пять раз персонально упомянут в благодарственных в приказах Верховного Главнокомандующего.

#### Послевоенное время
С июля 1945 года был начальником военной кафедры сначала в Курском педагогическом, а с июня 1946 года — в Саратовском экономическом институтах, с июля 1947 года — начальник учебной части военной кафедры Казанского юридического института. 16 августа 1950 года гвардии полковник Попов уволен в запас.

## Награды
- орден Ленина (30.04.1945)[5][6]
- три ордена Красного Знамени (07.11.1943[7],  03.11.1944[8][6], 20.06.1949[9][6])
- орден Кутузова 2-й  степени (29.05.1945)[10][11]
  - медали в том числе:
  - «XX лет Рабоче-Крестьянской Красной Армии» (1938)[10]
  - «За оборону Москвы» (1944)[10]
  - «За победу над Германией в Великой Отечественной войне 1941—1945 гг.» (1945)
  - «За взятие Кёнигсберга» (1945)
  - «За взятие Берлина» (1945)

Приказы (благодарности) Верховного Главнокомандующего в которых отмечен П. К. Попов.
- За переход в наступление из района северо-западнее и юго-западнее Шяуляй (Шавли), прорыв сильно укреплённой обороны противника и овладение важными опорными пунктами обороны немцев Тельшяй, Плунгяны, Мажейкяй, Тришкяй, Тиркшляй, Седа, Ворни, Кельмы. 8 октября 1944 года № 193.
- За овладение городом Прейс-Эйлау — важным узлом коммуникаций и сильным опорным пунктом обороны немцев в Восточной Пруссии. 10 февраля 1945 года. № 272.
- За овладение городом Хайлигенбайль — последним опорным пунктом обороны немцев на побережье залива Фриш-Гаф, юго-западнее Кенигсберга. 25 марта 1945 года. № 309
- За завершение ликвидации окруженной восточно-прусской группы немецких войск юго-западнее Кенигсберга. 29 марта 1945 года. № 317
- За завершение ликвидации группы немецких войск, окруженной юго-восточнее Берлина. 2 мая 1945 года. № 357.